# Pararge gigas
Pararge gigas är en fjärilsart som beskrevs av Ruggero Verity 1935. Pararge gigas ingår i släktet Pararge och familjen praktfjärilar. Inga underarter finns listade i Catalogue of Life.